# دونالد بيفان
دونالد بيفان (بالإنجليزية: Donald Bevan)‏ هو كاريكاتيري أمريكي، ولد في 16 يناير 1920، وتوفي في 29 مايو 2013.

## وصلات خارجية
- دونالد بيفان على موقع IMDb (الإنجليزية)
- دونالد بيفان على موقع قاعدة بيانات برودواي على الإنترنت (الإنجليزية)
- دونالد بيفان على موقع قاعدة بيانات الفيلم (الإنجليزية)